# لواء الحق
تیپ حق (به عربی: لواء الحق) یک گروه اسلامگرا و درگیر در جنگ داخلی سوریه است. این گروه یکی از گروه های عضو در جبهه اسلامی (سوریه) می‌باشد که در استان حمص فعال است.